# Peloton spécialisé de protection de la Gendarmerie
Ne doit pas être confondu avec Peloton de surveillance et d'intervention de la Gendarmerie.
Les pelotons spécialisés de protection de la Gendarmerie (PSPG) sont des unités d'élite de la Gendarmerie nationale française chargées de la protection des installations nucléaires civiles et spécialisées dans le domaine de l’intervention. Formés par le GIGN et placés sous son contrôle tactique, les PSPG assurent également - dans la mesure où leur mission prioritaire le permet - des missions d'intervention au profit des groupements de gendarmerie. Expérimentés dès 2008 et créés officiellement en février 2009 à la suite d'un accord entre Électricité de France et la Gendarmerie nationale, les PSPG sont implantés dans les centres nucléaires de production d'électricité (CNPE) français. Un PSPG compte, au minimum, une quarantaine de gendarmes. Vingt pelotons ont été créés entre 2009 et 2012. Un 21e PSPG est créé le 1er septembre 2017 afin de renforcer la sécurité du CEA (Commissariat à l'énergie atomique) de Valduc (Côte d'Or). Un dernier PSPG est également crée courant 2019 en vue, dans une dynamique similaire, d'augmenter la capacité de réponse opérationnelle de la gendarmerie sur le site du CEA de Cadarache.

## Historique
En 1980, la Gendarmerie nationale et EDF concluent un partenariat pour financer le renforcement humain et matériel des brigades territoriales. À la suite des attentats de 2001, ce partenariat évolue avec la mise en place des « PSIG nucléaires » à proximité des centrales nucléaires. Ces formations ont toutes été remplacées, entre 2009 et 2012, par les Pelotons spécialisés de protection de la Gendarmerie ou « PSPG », davantage à même de répondre efficacement à la menace terroriste. Ce dispositif a été expérimenté sur deux centrales nucléaires productrices d'électricité (CNPE), celle de Flamanville et celle de Cattenom à partir du 17 septembre 2007.
En novembre 2014, un nouveau protocole opérationnel réitère la primauté de la mission anti-terroriste tout en explicitant les missions concourantes dites  « d'entretien de la condition opérationnelle ». Ces dernières, au cours desquelles les PSPG peuvent participer à des opérations de police judiciaire au bénéfice de la gendarmerie départementale, permettent d'atteindre le double objectif de valoriser les acquis en multipliant les interventions  tout en apportant aux unités territoriales l'expertise d'unités d'intervention spécialisée.

## Sélection
Les gendarmes servant dans ces unités, tous volontaires, subissent préalablement une série de tests physiques et d'audace. Un entretien avec les membres opérationnels du PSPG chargés de l'organisation des tests clôt la sélection.
- Tests physique : Pour chaque exercice, le candidat a deux minutes pour faire le maximum de répétitions dans les mouvements suivants : 30 pompes minimum et 10 tractions minimum. Il devra également tenir en position de gainage statique pendant au moins 2 minutes. En moins d’une heure, le candidat doit effectuer une marche commando de 8km en treillis rangers et sac a dos lesté à 11kgs, précédée d'un 1500 mètres à effectuer en moins de 9 minutes[8].
- Tests d'audace : 
  - Test d'aisance en hauteur : le candidat est attaché en sécurité, et doit progresser sur une poutre de 3 mètres de long et de 15 cm de large, il doit alors enchaîner une série de mouvements qui dépendent de l'imagination et de l'humeur des moniteurs qui encadrent le déroulement des tests. La poutre est fixée à plusieurs mètres de hauteur (20 mètres en général). Le but de ce test est d'évaluer le candidat sur son aptitude à la peur du vide.
  - Test de confinement : un sac est mis sur la tête du candidat afin de le mettre en situation de stress et de lui faire perdre tous repères visuels, une corde est mise entre ses mains, c'est son seul moyen de sortir de l'espace dans lequel le test commence. Le parcours dépend là aussi des encadrants des tests. Le candidat doit garder à l'esprit qu'il est en sécurité et qu'il y a toujours une issue.
  - Test de confinement No 2 : le candidat doit pénétrer dans une pièce sombre saturée de gaz lacrymogène. Il doit alors garder son sang froid et "explorer" la ou les pièces dans lesquelles il se trouve afin de recueillir un maximum de renseignements. En général il y a des armes à trouver, une adresse, un numéro de téléphone, un nom, une plaque d'immatriculation... Le but de ce test n'étant pas de mettre à l'épreuve les facultés de mémoire du candidat mais bien là encore son audace et sa capacité à garder son sang froid en conditions dégradées.

- Autres tests : certains ateliers sont mis en place afin d'éprouver les candidats sur leurs capacités opérationnelles. Manipulations des armes, cas concrets à résoudre.

Les tests et leur teneur varient en fonction des militaires chargés d'organiser les tests.

## Missions
| \| Marcoule Chinon Chooz Brennilis Saint-Laurent Bugey Belleville Le Blayais Cattenom Civaux Creys-Malville Cruas Dampierre Fessenheim Flamanville Golfech Gravelines Paluel Penly Saint-Alban Tricastin Nogent \| Carte des centrales nucléaires françaises protégées par les PSPG |
| Marcoule Chinon Chooz Brennilis Saint-Laurent Bugey Belleville Le Blayais Cattenom Civaux Creys-Malville Cruas Dampierre Fessenheim Flamanville Golfech Gravelines Paluel Penly Saint-Alban Tricastin Nogent                                                                        |

### Mission principale
Un PSPG est chargé en priorité d'assurer la protection d'une centrale nucléaire en France, au bénéfice d'EDF, contre les menaces terroristes.
En cas d'évènement, les PSPG coordonnent l'ensemble du dispositif de sécurité local, en liaison permanente avec le GIGN. Ils constituent le premier échelon de protection des centrales mais, si l'enjeu de sécurité le justifie, le GIGN, qui est également doté de matériels de protection contre les attaques NRBC, intervient également.
La compétence du PSPG s'exerce sur le département  où est installée la centrale ainsi que sur les départements limitrophes.

### Autres missions
Les PSPG peuvent également prêter assistance aux unités locales de la Gendarmerie dans la mesure où cela ne compromet pas leur mission principale. Ils peuvent, notamment depuis la mise à jour de la charte les liant à EDF, qui étend leur potentiel opérationnel hors des CNPE, être sollicités par les commandants de régions, de groupements ou compagnies de gendarmerie départementale, pour mise à disposition d'unités de sécurité publique générale ou chargées d'enquêtes judiciaires (brigades et sections de recherches) de leur savoir faire lors d'interpellations domiciliaires ou en milieu ouvert d'individus potentiellement armés. Les PSPG sont également capables d'intervenir en cas d'urgence absolue (prise d'otage, forcené...) sous la direction du GIGN ou dans l'attente de son intervention. À la suite des attentats meurtriers du 13 novembre 2015 à Paris et à la mise en place de l'état d'urgence, les divers PSPG ont fortement été sollicités.

## Moyens
Les PSPG sont dotés d'importants moyens matériels pour pouvoir effectuer leur mission.
Ils profitent également d'une importante dotation en munitions pour pouvoir s'entraîner. Les meilleurs peuvent même accéder au stage de tireur d'élite.
Leur dotation comprend également :
- équipements de protection adaptés aux missions d'intervention : gilets pare balles avec plaques et visières pare-balles, boucliers balistiques etc.
- équipements d'escalade et de franchissement opérationnel.
- dispositifs spécialisés d'ouverture (béliers etc.).

### Presse
- « PSPG, l'intervention est leur métier ». Gend'info no 357 - mai 2013
- « Centrales nucléaires sous haute protection ». Gend'info no 377 - mai 2015